# سفارة إسبانيا في مصر
سفارة إسبانيا لدى مصر هي الممثلية الدبلوماسية العليا لدولة إسبانيا لدى جمهورية مصر العربية.

## السفارة
41 شارع إسماعيل محمد، محمد مظهر، الزمالك، محافظة القاهرة.

## اقرأ أيضا
- قائمة البعثات الدبلوماسية في مصر